# Kościół Świętej Rodziny w Rzeszowie
Kościół Świętej Rodziny znajduje się przy ulicy Solarza na osiedlu Krakowska – Południe, przy drodze wylotowej z Rzeszowa do Krakowa. Budynek otoczony jest blokami mieszkalnymi.

## Historia
Parafia ta jest stosunkowo młoda. Została erygowana w 1985, chociaż prace nad wykończeniem świątyni trwały do 2004 roku, kiedy zakończono budowę domu parafialnego. Przez niemal 4 lata księża i wierni chcący stworzyć nowy kościół borykali się z ówczesną władzą komunistyczną, która ilekroć zbudowano nowy budynek (kaplicę, dom, gdzie religii uczyły się dzieci z niedalekiej szkoły podstawowej) nakazywała jego rozbiórkę, a na księży nakładała karę grzywny. W 1986 roku oficjalnie w Kurii Przemyskiej zatwierdzono projekt budowy kościoła i domu zakonnego, który opracowali architekci Wojciech Fałat i Adam Tarnawski. W 1989 roku ruszyła budowa kościoła, trzy lata później domu zakonnego. W 1996 roku biskup Edward Białogłowski wmurował kamień węgielny świątyni. W 1999 zakończono budowę Domu Zakonnego. W 2002 roku do kościoła wprowadzono Ikonę Świętej Rodziny, a w 2004 roku prace budowlane zakończono.

## Architektura
Kościół jest nowoczesną budowlą. Główny ołtarz tworzą krzyż wzorowany na franciszkańskim i tabernakulum w kształcie płonącego krzewu wykonane w Lublinie.